# Usine de corindon d'Arbine
L'usine de corindon d'Arbine, installée sur la commune de La Bâthie, en basse Tarentaise, a été l'établissement pionnier de la houille blanche dans cette vallée, dès l'année 1893, grâce au prolongement du chemin de fer d'Albertville à Moûtiers.
À travers les directions successives qui le mettent depuis 2017 dans la dépendance de la société américaine New Day Aluminum LLC, et adopte officiellement le nom de Arc Fused Alumina. Cette usine n'a jamais dévié de sa vocation première : celle des abrasifs, plus précisément du corindon qui est de l'alumine électro-fondue. Le secret de cette longévité tient dans la recherche constante de nouveaux débouchés. Le dernier en date, le parquet laminé, semble ainsi promis à un brillant avenir garantissant le maintien de 180 emplois.

## Des conditions favorables en basse Tarentaise
Les conditions historiques de la création de l'usine d'Arbine sont triplement caractéristiques de la fin du XIXe siècle. Par la date, d’abord. C’est en 1893 qu’a été ouverte au trafic la voie ferrée desservant la basse Tarentaise : alors qu’elle avait son terminus à Albertville depuis 1876, elle a été prolongée à cette date jusqu'à Moûtiers. Le problème de l’enclavement était résolu. Le retard par rapport à la Maurienne où la première usine électrométallurgique, Calypso, venait d’être créée en 1890, n’était que de trois ans. Par son approvisionnement énergétique ensuite. Il n’était pas question à l'époque d'équiper le cours même de l'Isère. La centrale de Pomblière, installée sur la commune de Saint-Marcel, n'est mise en service qu'en 1901, non sans difficultés. On mit donc à profit les eaux du Bénétan, torrent descendu des sommets du Beaufortain (Grande-Journée – 2415 m ; Grand-Mont – 2687 m). Sa pente a été estimée la plus forte de Savoie après celle d’un torrent de Haute Maurienne. Il s’agirait donc d’une centrale de haute chute (420 m) mais à modeste débit dont on attendait une production annuelle de 12 GWh.  Par sa localisation enfin. Afin d’éviter toutes pertes en ligne, l’usine devait faire corps avec la centrale. On la construisit donc à la naissance même du cône de déjection du Bénétan à 400 mètres d’altitude avec un dénivelé de 40 mètres par rapport à la voie ferrée et à 1,5  km de la gare de La Bâthie. On était alors insensible à l’inconvénient d’une desserte ferroviaire indirecte ; par ailleurs, l’usine devait se trouver bientôt en concurrence avec la construction de logements sur l’ensemble du cône et sera quelque peu gênée dans son développement. 
Dès l’origine, les créateurs autrichiens, dans des locaux loués, ont consacré Arbine à la fabrication d’abrasifs qui resteront la spécialité de l’usine, passée dans le patrimoine de la société d’électrochimie de Henry Gall à la suite de la séquestration de l’entreprise pendant la Première Guerre mondiale. De même que dans le textile les fibres naturelles et les colorants naturels commencent à être concurrencés par les fibres artificielles et les colorants chimiques, le traitement de matériaux durs à l’échelle industrielle a justifié la création d’abrasifs artificiels en remplacement de la pierre ponce, du grès, de l’émeri, etc. À la différence de bien des établissements dont on peine à suivre l’évolution tant les fabrications ont varié dans le temps quand, même, elles n’ont pas disparu comme le carbure de calcium, Arbine n’a jamais dévié de sa vocation originelle. On vérifiera cette continuité à travers l’étude de deux tranches chronologiques. 

## La situation vers 1970
Pendant les Trente glorieuses, où Arbine avait trouvé sa place dans l'organigramme de Pechiney-Ugine-Kuhlmann, l'usine employait 230 personnes à la fabrication de deux sortes d’abrasifs. Le corindon blanc est de l’alumine fondue et cristallisée au four d’électrothermie à la température de 1800 degrés ; s’y est ajouté un peu de corindon rubina ou rubis, mélange de corindon blanc et d’oxyde de chrome. L’approvisionnement était assuré aux trois quarts depuis l'usine de Gardanne près de Marseille, propriété du même groupe, par les transporteurs routiers dont on appréciait la rapidité, la régularité et le sens commercial. Un silo en gare de La Bâthie témoigne toujours de ce  rôle complémentaire de la SNCF : l’alumine y était reprise sur camions jusqu'à l’usine mais cette charge terminale doublait le prix de l’ensemble du transport. Il est à noter que l’alumine étant à l’état de poudre les manutentions sont faites pneumatiquement. L'autre abrasif produit originellement à Arbine était le carborundum, nom de marque du carbure de silicium. Le quartzite, élément siliceux, provenait des carrières de Nemours, en  Seine-et-Marne et de la Drôme. Le coke de pétrole était acheté en Allemagne et aux États-Unis. Mais par manque de place, cette fabrication avait été transférée à l’usine de La Pouille, sur la commune d’Aiguebelle, à l’entrée de la Maurienne en 1951. On avait cependant jugé commode de maintenir à Arbine les ateliers de conditionnement (lavage, séchage) où s’activaient une cinquantaine d’ouvriers. Du fait de la proximité des deux usines (45 km) et de la bonne desserte routière le renchérissement du produit était négligeable, de l’ordre du centime par kilo.
Les exigences de la clientèle varient en fonction de l’usage. S’il s’agit de briques réfractaires, une granulométrie variée est tolérée pour les grains obtenus après concassage et broyage, liés entre eux par de l’argile. L’agglomération sous pression leur confère une résistance à de fortes températures allant jusqu’à 1800 degrés. La qualité requise est beaucoup plus grande s’agissant des abrasifs. À chaque usage correspond une gamme granulométrique nettement définie alors que l'on compte 26 numéros c’est-à-dire 26 tailles différentes de grains. Le corindon sert à la fois pour la fabrication du papier émeri et, aggloméré, pour celle des meules pour l’usinage des tôles ou des barres d’acier, pour le polissage des soupapes ou des arbres à came des automobiles. Arbine ne vend pas à ces divers utilisateurs mais aux producteurs de produits finis. Durrschmitt à Lyon et surtout Norton qui élabore des meules à La Courneuve et du papier à Conflans-Sainte-Honorine sont ses principaux clients. L’exportation représente environ un quart des ventes. 
Dès cette époque est envisagée la possibilité d’élaborer sur place à partir du corindon des produits intégrant une plus grande valeur ajoutée. L’initiative est venue d'Eurodif, ce consortium franco-iranien spécialiste de l’enrichissement de l’uranium en isotope 235. Le procédé de diffusion gazeuse utilise des tubes poreux en céramique et le corindon peut très bien y convenir à condition de se soumettre à d’étroites tolérances. Pour la mise en œuvre de ce projet, Eurodif a acheté un terrain et construit un bâtiment sur la zone industrielle de La Bâthie, à trois kilomètres de l’usine, à charge pour celle-ci d’y élaborer une poudre dans une gamme granulométrique de huit grains. Dès 1975, un atelier pilote est mis en marche sur la rive droite du Bénétan, face à l’usine. La phase industrielle est programmée sur la ZI de la Bâthie. Son démarrage supposait une parfaite entente entre les parties. La révolution iranienne de 1978 a mis fin à l’exécution de ce programme.

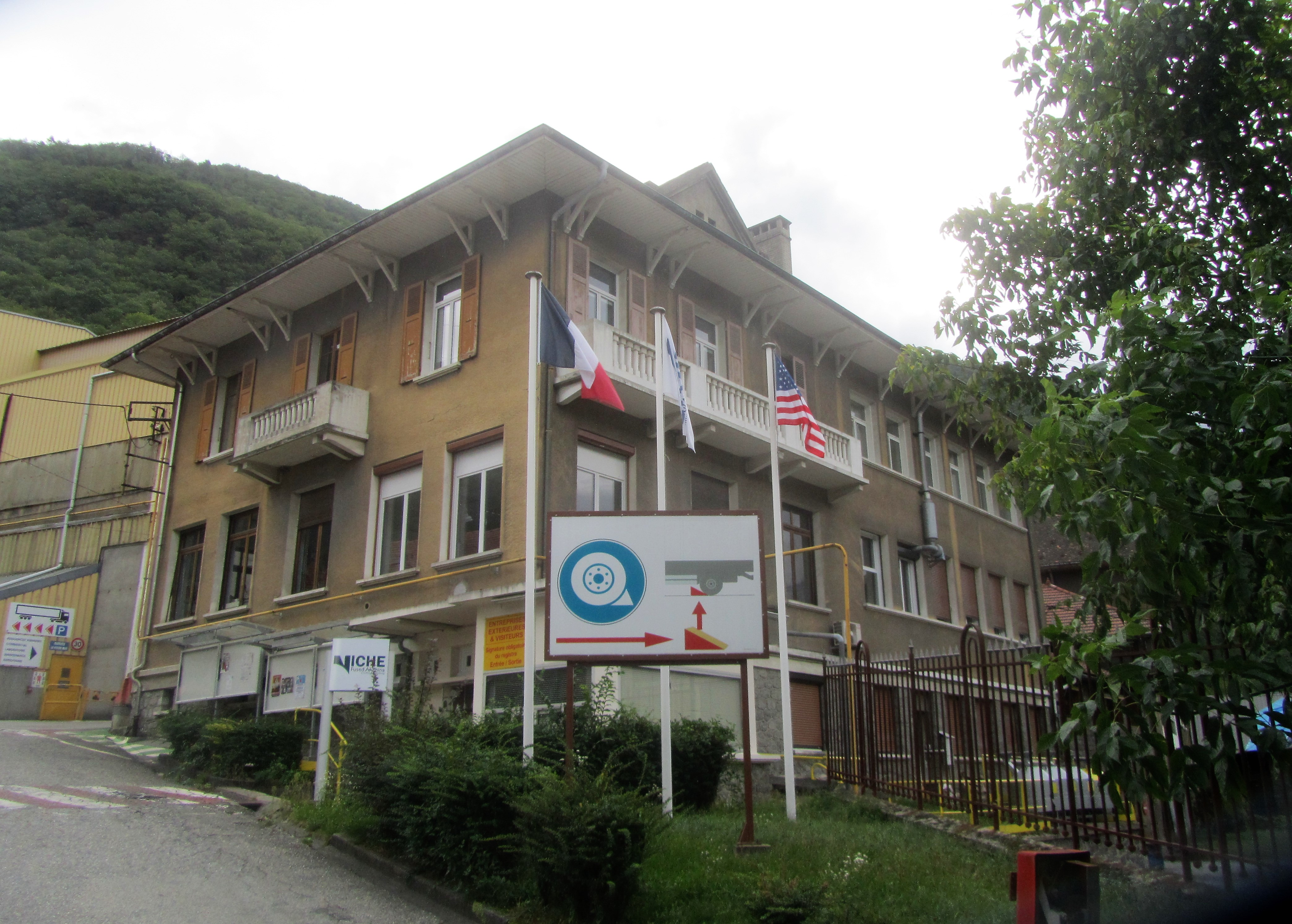
Usine d'Arbine Bâtiment administratif.
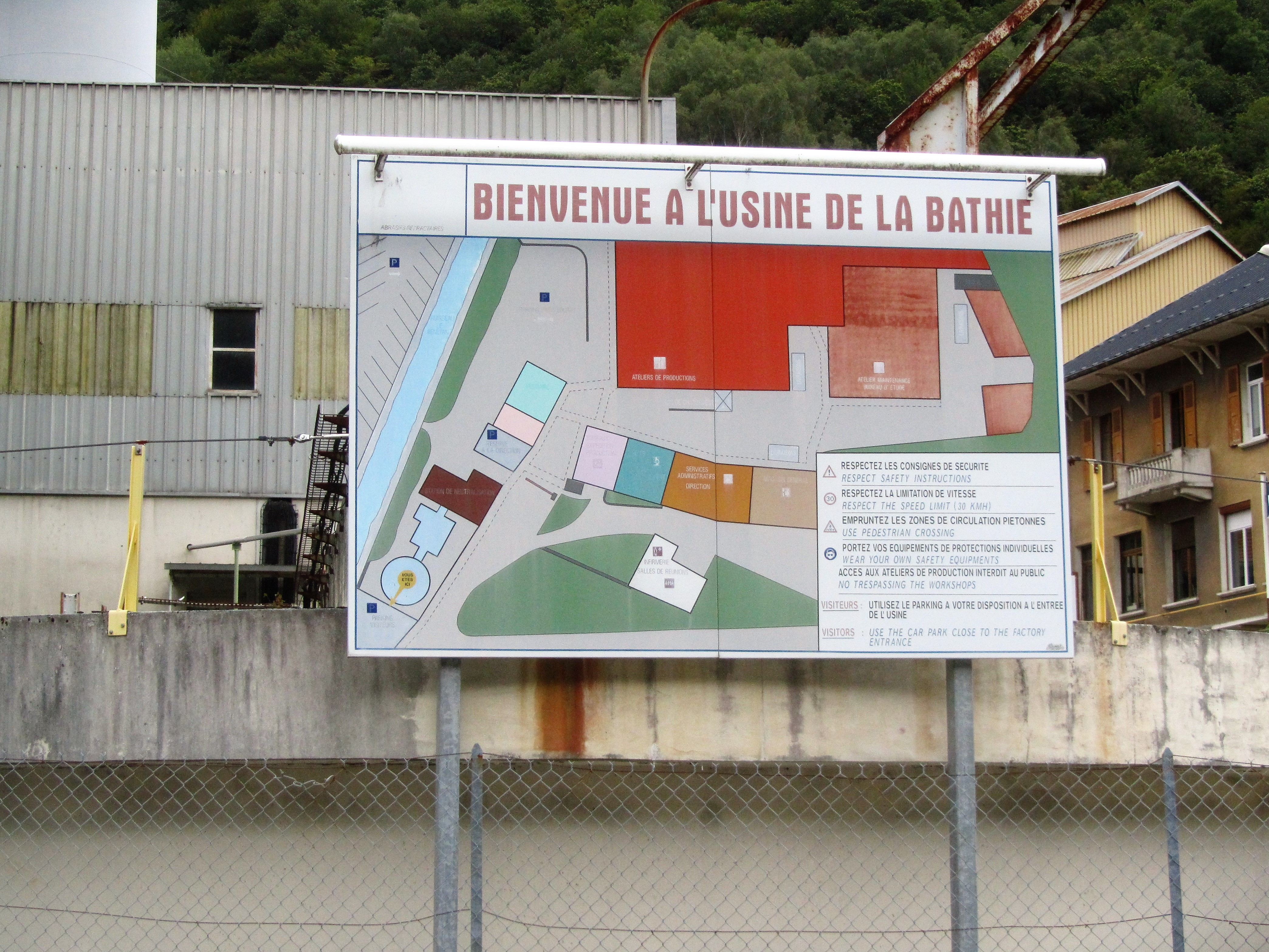
Usine d'Arbine panneau d'accueil.
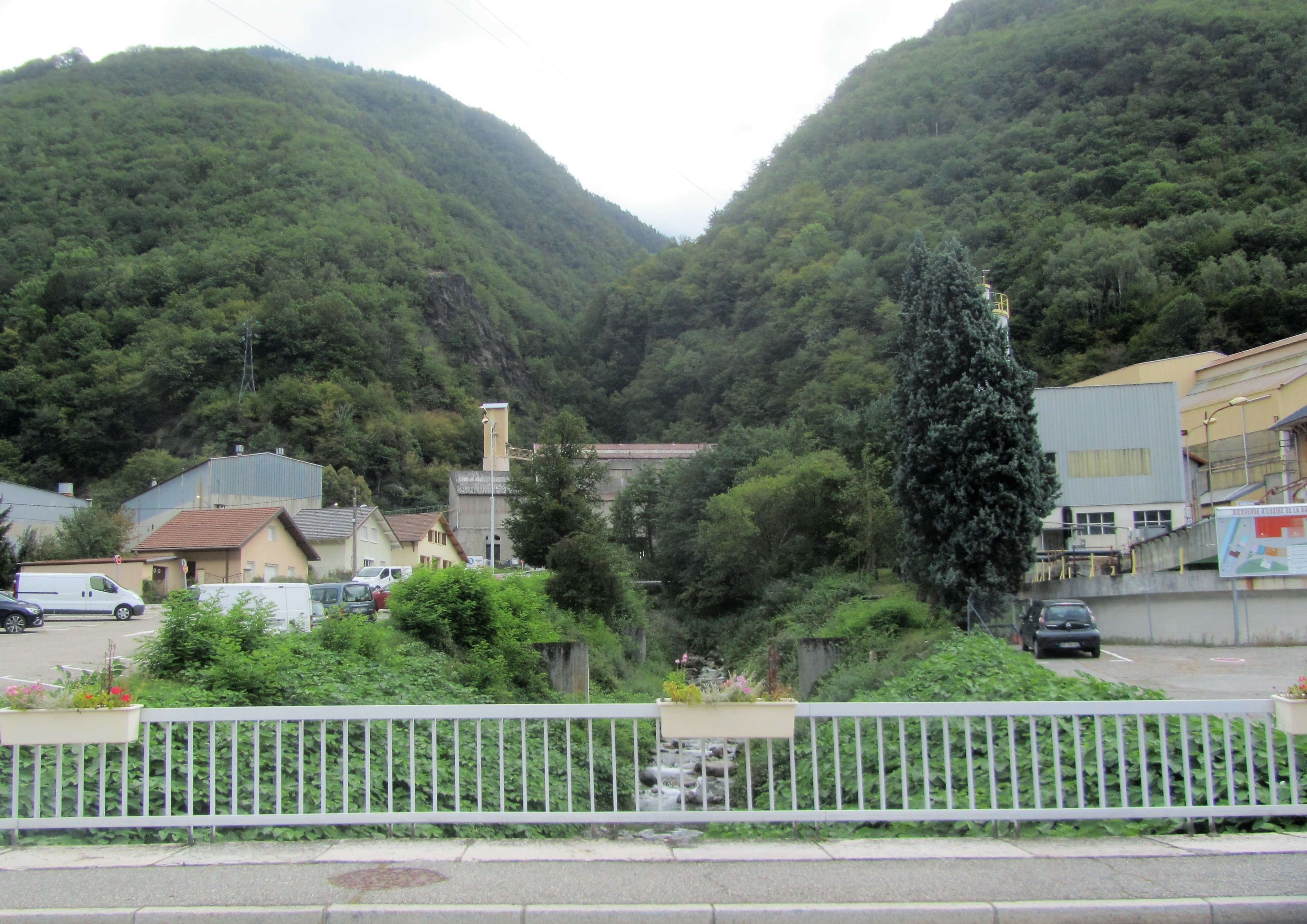
Usine d'Arbine (commune de La Bâthie) sur le cône de déjection du Bénétan.
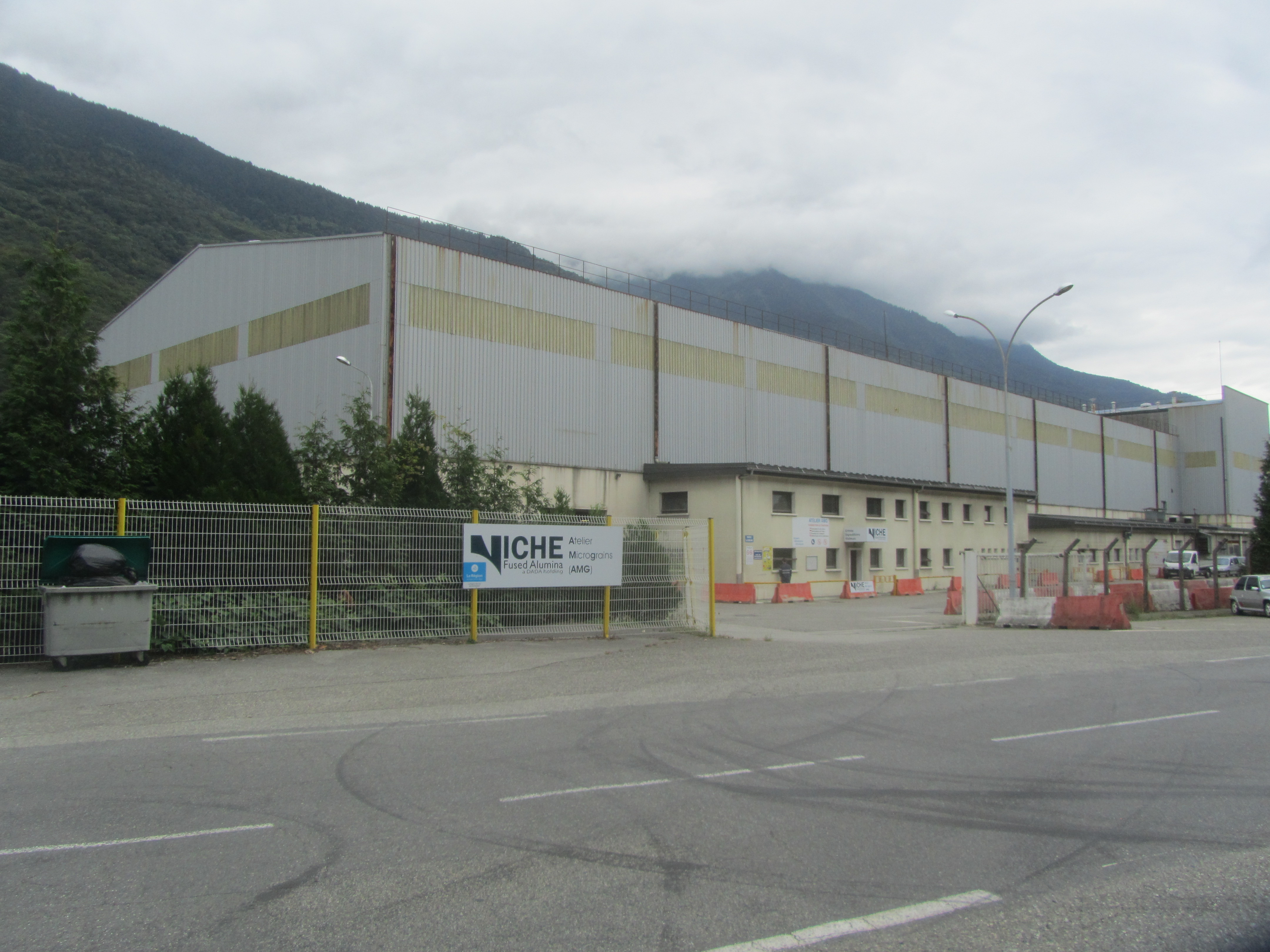
Bâtiment de l'usine Fusedalumina dans la ZI de La  Bâthie.

## La situation actuelle
L’usine d’Arbine a connu les avatars du groupe P.U.K y compris l’épisode de la nationalisation, les rachats par Alcan en 2004 puis par le groupe Rio Tinto en 2007. Mais en 2012, celui-ci a revendu ses activités de la filière alumine en Europe, soit les usines d’alumine de Gardanne, d’abrasifs de Beyrède et d’Arbine ainsi que  l’usine allemande d’alumine de Teutschentafen. Ces quatre établissements ont formé le groupe Alteo. Quatre ans plus tard (2016) à son tour Alteo a revendu ces trois derniers établissements au groupe IMERYS – l’ancienne société Le Nickel-Penarroya - mais en 2016 la commission européenne, prétextant d’une situation de monopole, a contraint Imerys  à les revendre. Le rachat a été fait le 31 octobre 2017 par un groupe américain, New day aluminium LLC, propriétaire d’une usine de bauxite en Jamaïque, d’alumine en Louisiane, et, depuis mars 2019, d’une usine de magnésie électro-fondue en Angleterre,. L'usine d'Arbine est désormais, sous le nom de Fusedalumina, une filiale de ce groupe. 
Il n’est plus question d’atelier de carborandum : l’usine de La Pouille a été fermée en 1995. Le corindon est donc la seule fabrication. L’approvisionnement en alumine est toujours assuré par l’usine de Gardanne du groupe Alteo, à raison de 30 000 tonnes annuellement livrées par camions de 30 tonnes, la SNCF se désintéressant   de ce type de trafic. Les productions se sont nettement diversifiées. On retrouve, bien entendu, toujours les abrasifs qui représentent 25 à 30 % du chiffre d’affaires. Parmi les gros clients figure le français Saint-Gobain mais les exportations représentent 95 % des ventes (l’autrichienne Tyrolet, l’américaine 3M). Comme par le passé également les réfractaires s’inscrivent pour une bonne part du chiffre d’affaires avec, là encore, Saint-Gobain comme gros client français mais les trois quarts sont exportés (Imerys, Gouda). Si le marché du nucléaire ne s’est pas confirmé, comme on l’a vu avec l’échec d’Eurodif, les produits céramiques ont trouvé de nouvelles applications dans le traitement des eaux mais aussi dans l’automobile et le bâtiment (carrelage). Le chiffre d’affaires est réalisé à 90 % à l’exportation. La grande surprise provient pourtant d’un secteur inattendu : celui des parquets laminés. Ces revêtements de sol sont très indiqués pour les locaux soumis à une forte fréquentation car ils offrent les avantages d’être, dans la discrétion,  très résistants à l’usure et antidérapants. Ils comptaient déjà en 2016 pour 25 % dans le chiffre d’affaires et étaient  livrés dans leur totalité à l’étranger. On envisageait d'atteindre les 35 % en 2018-19. Ils partagent avec les produits céramiques le bâtiment racheté à Eurodif sur la zone industrielle de La Bâthie. Le dynamisme de Fusedalumina se mesure par une grande percée sur les marchés étrangers où les concurrents ne manquent pourtant pas : citons à côté d'Imerys, leader mondial, le hongrois Motim et le russe Rusal.
À Arbine s’activent en 2019 180 personnes, soit 30 de plus qu'en 2016.Il faut dire qu'entretemps des services commerciaux, comptables et de recherche développement ont été transférés de Gardanne.